# Bradley Ray
Bradley Ray (Ashford, Kent, Reino Unido, 16 de mayo de 1997) es un piloto de motociclismo británico que participa en el Campeonato Mundial de Superbikes con el equipo Yamaha Motoxracing WorldSBK Team.

## Trayectoria
En 2015, Ray hizo su debut en el Campeonato del Mundo de Motociclismo, corriendo el Gran Premio de Gran Bretaña en la categoría de Moto2. Clasificó en la 31.º y última posición y en la carrera, abandonó por caída en la tercera vuelta.
En 2017, Ray hizo su debut en el Campeonato Británico de Superbikes de la mano del equipo Buildbase Suzuki. En esta primera temporada fue muy regular y terminó constantemente en los puntos, onsiguió su primer podio en el campeonato en la décima ronda ceelebrada en Oulton Park donde terminó en la tercera posición onsiguiendo además la vuelta rápida en carrera. Terminó su primera temporada en el campeonato en la 11.º posición con 140 puntos.
Ray renovó contrato con el equipo para 2018. Ray comenzó la temporada de la mejor manera: ganó las primeras dos carreras celebradas en Donington Park y consiguió un podio en una de las dos carreras de Brands Hatch, y sus últimos dos podios de la temporada los consiguió en las dos carreras celebradas en el Cadwell Park. En esta temporada además hizo su debut en el Campeonato Mundial de Superbikes, corriendo como wildcard en la ronda de Gran Bretaña celebradá en Donington Park.
En 2019, Ray corrió por tercera temporada consecutiva con el Builbase Suzuki.
En la temporada 2020, Ray se únio a las filas del SYNETIQ BMW haciendo duplá con el escocés Taylor Mackenzie.
El 30 de noviembre de 2022, Yamaha Motor Europe anuncio oficialmente que Bradley Ray se uniría a la parrilla del Campeonato Mundial de Superbikes en 2023, compitiendo con una Yamaha YZF-R1 durante las rondas europeas para el equipo Yamaha Motoxracing WorldSBK Team.
El 19 de noviembre de 2023, Yamaha Motor Europe anuncio la renovación del contrato de Ray para la temporada 2024, continuando en las filas del Yamaha Motoxracing WorldSBK Team pero en esta temporada disputando todas las rondas del campeonato.

## Estadísticas

### Red Bull MotoGP Rookies Cup
(Carreras en negrita indica pole position, carreras en cursiva indica vuelta rápida)
| Temp. | 1         | 2        | 3       | 4        | 5         | 6         | 7        | 8        | 9        | 10        | 11       | 12      | 13      | 14      | 15      | Pos. | Pts |
| ----- | --------- | -------- | ------- | -------- | --------- | --------- | -------- | -------- | -------- | --------- | -------- | ------- | ------- | ------- | ------- | ---- | --- |
| 2012  | JER 1 Ret | JER 2 5  | EST 1 5 | EST 2 19 | SIL 1 2   | SIL 2 6   | ASS 1 7  | ASS 2 5  | SAC 1 20 | SAC 2 10  | BRN 1 7  | BRN 2 7 | MIS 9   | ARA 1 4 | ARA 2 9 | 7.º  | 123 |
| 2013  | AME 1 1   | AME 2 4  | JER 1 8 | JER 2 6  | ASS 1 Ret | ASS 2 Ret | SAC 1 10 | SAC 2 13 | BRN 9    | SIL 1 Ret | SIL 2 11 | MIS Ret | ARA 1 6 | ARA 2 8 |         | 11.º | 95  |
| 2014  | JER 1 9   | JER 2 11 | MUG Ret | ASS 1 3  | ASS 2 6   | SAC 1 6   | SAC 2 2  | BRN 1 4  | BRN 2 4  | SIL 1 5   | SIL 2 4  | MIS 7   | ARA 1 7 | ARA 2 3 |         | 4.º  | 152 |

### Campeonato del mundo de motociclismo

#### Por temporada
| Temp. | Cat.  | Moto | Equipo     | N.º | Carreras | Victorias | Podios | Poles | V.Ráp. | Pts | Pos |
| ----- | ----- | ---- | ---------- | --- | -------- | --------- | ------ | ----- | ------ | --- | --- |
| 2015  | Moto2 | FTR  | FAB-Racing | 28  | 1        | 0         | 0      | 0     | 0      | 0   | NC  |
| Total |       |      |            |     | 1        | 0         | 0      | 0     | 0      | 0   |     |

#### Carreras por año
(Carreras en negrita indica pole position, carreras en cursiva indica vuelta rápida)
| Año  | Cat.  | Moto | 1   | 2   | 3   | 4   | 5   | 6   | 7   | 8   | 9   | 10  | 11  | 12      | 13  | 14  | 15  | 16  | 17  | 18  | Pos | Pts |
| ---- | ----- | ---- | --- | --- | --- | --- | --- | --- | --- | --- | --- | --- | --- | ------- | --- | --- | --- | --- | --- | --- | --- | --- |
| 2015 | Moto2 | FTR  | QAT | AME | ARG | SPA | FRA | ITA | CAT | NED | GER | IND | CZE | GBR Ret | RSM | ARA | JPN | AUS | MAL | VAL | NC  | 0   |

### Campeonato Británico de Superbikes

#### Por temporada
| Temp. | Moto              | Equipo                        | Carreras | Victorias | Podios | Poles | V.Rap. | Pts  | Pos  |
| ----- | ----------------- | ----------------------------- | -------- | --------- | ------ | ----- | ------ | ---- | ---- |
| 2017  | Suzuki GSX-R1000R | Buildbase Suzuki              | 26       | 0         | 1      | 0     | 1      | 140  | 11.º |
| 2018  | Suzuki GSX-R1000R | Buildbase Suzuki              | 26       | 2         | 5      | 4     | 2      | 551  | 6.º  |
| 2019  | Suzuki GSX-R1000R | Buildbase Suzuki              | 27       | 0         | 2      | 0     | 1      | 126  | 11.º |
| 2020  | BMW S1000RR       | SYNETIQ BMW                   | 15       | 0         | 0      | 0     | 0      | 76   | 13.º |
| 2021  | BMW M1000RR       | Rich Energy OMG Racing BMW    | 33       | 0         | 2      | 0     | 1      | 245  | 10º  |
| 2022  | Yamaha YZF-R1     | Rich Energy OMG Racing Yamaha | 33       | 9         | 23     | 3     | 11     | 1192 | 1º   |
| Total |                   |                               | 160      | 11        | 33     | 7     | 16     | 2330 |      |

#### Carreras Por Año
(Carreras en negrita indica pole position, carreras en cursiva indica vuelta rápida)
| Año  | Moto   | 1       | 1      | 2      | 2      | 3       | 3       | 3     | 4       | 4       | 5     | 5       | 6      | 6      | 7       | 7       | 8       | 8       | 9       | 9      | 9     | 10     | 10      | 11      | 11     | 12     | 12      | 12     | Pos  | Pts |
| Año  | Moto   | R1      | R2     | R1     | R2     | R1      | R2      | R3    | R1      | R2      | R1    | R2      | R1     | R2     | R1      | R2      | R1      | R2      | R1      | R2     | R3    | R1     | R2      | R1      | R2     | R1     | R2      | R3     | Pos  | Pts |
| ---- | ------ | ------- | ------ | ------ | ------ | ------- | ------- | ----- | ------- | ------- | ----- | ------- | ------ | ------ | ------- | ------- | ------- | ------- | ------- | ------ | ----- | ------ | ------- | ------- | ------ | ------ | ------- | ------ | ---- | --- |
| 2017 | Suzuki | DON Ret | DON 14 | BRH 12 | BRH 8  | OUL Ret | OUL Ret |       | KNO Ret | KNO 12  | SNE 9 | SNE 11  | BRH 10 | BRH 8  | THR 8   | THR Ret | CAD 14  | CAD 11  | SIL 10  | SIL 6  | SIL 6 | OUL 7  | OUL 3   | ASS 6   | ASS 10 | BRH 9  | BRH Ret | BRH 9  | 11.º | 140 |
| 2018 | Suzuki | DON 1   | DON 1  | BRH 2  | BRH 7  | OUL 4   | OUL 7   |       | SNE Ret | SNE Ret | KNO 5 | KNO Ret | BRH 13 | BRH 16 | THR Ret | THR 12  | CAD 2   | CAD 2   | SIL Ret | SIL 14 | SIL 7 | OUL 11 | OUL Ret | ASS 17  | ASS 7  | BRH 11 | BRH 8   | BRH 11 | 6.º  | 551 |
| 2019 | Suzuki | SIL 16  | SIL 10 | OUL 14 | OUL 12 | DON 17  | DON 13  | DON 9 | BRH 17  | BRH Ret | KNO 6 | KNO Ret | SNE 13 | SNE 13 | THR 12  | THR 13  | CAD Ret | CAD Ret | OUL 2   | OUL 4  | OUL 2 | ASS 9  | ASS 10  | DON Ret | DON 6  | BRH 15 | BRH 14  | BRH 14 | 11.º | 126 |

| Año  | Moto   | 1       | 1       | 1       | 2     | 2      | 2     | 3      | 3      | 3      | 4     | 4     | 4      | 5       | 5       | 5       | 6       | 6       | 6      | 7     | 7      | 7     | 8     | 8     | 8     | 9     | 9     | 9     | 10    | 10     | 10     | 11     | 11      | 11    | Pos  | Pts  |
| Año  | Moto   | R1      | R2      | R3      | R1    | R2     | R3    | R1     | R2     | R3     | R1    | R2    | R3     | R1      | R2      | R3      | R1      | R2      | R3     | R1    | R2     | R3    | R1    | R2    | R3    | R1    | R2    | R3    | R1    | R2     | R3     | R1     | R2      | R3    | Pos  | Pts  |
| ---- | ------ | ------- | ------- | ------- | ----- | ------ | ----- | ------ | ------ | ------ | ----- | ----- | ------ | ------- | ------- | ------- | ------- | ------- | ------ | ----- | ------ | ----- | ----- | ----- | ----- | ----- | ----- | ----- | ----- | ------ | ------ | ------ | ------- | ----- | ---- | ---- |
| 2020 | BMW    | DON Ret | DON 12  | DON 14  | SNE 5 | SNE 10 | SNE 9 | SIL 12 | SIL 5  | SIL 13 | OUL 7 | OUL 8 | OUL 7  | DON DNS | DON DNS | DON DNS | BRH Ret | BRH Ret | BRH 14 |       |        |       |       |       |       |       |       |       |       |        |        |        |         |       | 13.º | 76   |
| 2021 | BMW    | OUL Ret | OUL 5   | OUL Ret | KNO 4 | KNO 9  | KNO 5 | BRH 7  | BRH 12 | BRH 13 | THR 7 | THR 4 | THR 10 | DON 10  | DON 2   | DON 16  | CAD 13  | CAD 8   | CAD 8  | SNE 9 | SNE 12 | SNE 9 | SIL 5 | SIL 4 | SIL 7 | OUL 9 | OUL 7 | OUL 3 | DON 9 | DON 12 | DON 14 | BRH 10 | BRH 12  | BRH 8 | 10º  | 245  |
| 2022 | Yamaha | SIL 3   | SIL Ret | SIL 2   | OUL 1 | OUL 1  | OUL 3 | DON 3  | DON 2  | DON 2  | KNO 1 | KNO 4 | KNO 2  | BRH 4   | BRH 4   | BRH 4   | THR 3   | THR 3   | THR 2  | CAD 1 | CAD 2  | CAD 2 | SNE 1 | SNE 1 | SNE 1 | OUL 1 | OUL 3 | OUL 5 | DON 4 | DON 2  | DON 1  | BRH 5  | BRH Ret | BRH 6 | 1.º  | 1192 |

### Campeonato Mundial de Superbikes

#### Por temporada
| Temp. | Moto             | Equipo                           | Carreras | Victorias | Podios | Poles | V.Rap. | Pts | Pos  |
| ----- | ---------------- | -------------------------------- | -------- | --------- | ------ | ----- | ------ | --- | ---- |
| 2018  | Suzuki GSX-R1000 | Buildbase Suzuki                 | 2        | 0         | 0      | 0     | 0      | 3   | 27.º |
| 2023  | Yamaha YZF-R1    | Yamaha Motoxracing WorldSBK Team | 24       | 0         | 0      | 0     | 0      | 19  | 19.º |
| 2024  | Yamaha YZF-R1    | Yamaha Motoxracing WorldSBK Team | 36       | 0         | 0      | 0     | 0      | 14  | 21.º |
| Total |                  |                                  | 62       | 0         | 0      | 0     | 0      | 36  |      |

- * Temporada en curso.

#### Carreras por año
(Carreras en negrita indica pole position, carreras en cursiva indica vuelta rápida)
| Año  | Moto   | 1   | 1   | 2   | 2   | 3   | 3   | 4   | 4   | 5   | 5   | 6      | 6      | 7   | 7   | 8   | 8   | 9   | 9   | 10  | 10  | 11  | 11  | 12  | 12  | 13  | 13  | Pos. | Pts |
| Año  | Moto   | R1  | R2  | R1  | R2  | R1  | R2  | R1  | R2  | R1  | R2  | R1     | R2     | R1  | R2  | R1  | R2  | R1  | R2  | R1  | R2  | R1  | R2  | R1  | R2  | R1  | R2  | Pos. | Pts |
| ---- | ------ | --- | --- | --- | --- | --- | --- | --- | --- | --- | --- | ------ | ------ | --- | --- | --- | --- | --- | --- | --- | --- | --- | --- | --- | --- | --- | --- | ---- | --- |
| 2018 | Suzuki | AUS | AUS | THA | THA | SPA | SPA | NED | NED | ITA | ITA | GBR 14 | GBR 15 | CZE | CZE | USA | USA | MIS | MIS | POR | POR | FRA | FRA | ARG | ARG | QAT | QAT | 27.º | 3   |

| Año  | Moto   | 1      | 1      | 1      | 2      | 2      | 2       | 3      | 3      | 3       | 4      | 4      | 4      | 5      | 5      | 5       | 6       | 6      | 6      | 7      | 7      | 7      | 8       | 8      | 8      | 9       | 9      | 9      | 10     | 10     | 10     | 11     | 11     | 11     | 12     | 12     | 12     | Pos. | Pts. |
| Año  | Moto   | R1     | CS     | R2     | R1     | CS     | R2      | R1     | CS     | R2      | R1     | CS     | R2     | R1     | CS     | R2      | R1      | CS     | R2     | R1     | CS     | R2     | R1      | CS     | R2     | R1      | CS     | R2     | R1     | CS     | R2     | R1     | CS     | R2     | R1     | CS     | R2     | Pos. | Pts. |
| ---- | ------ | ------ | ------ | ------ | ------ | ------ | ------- | ------ | ------ | ------- | ------ | ------ | ------ | ------ | ------ | ------- | ------- | ------ | ------ | ------ | ------ | ------ | ------- | ------ | ------ | ------- | ------ | ------ | ------ | ------ | ------ | ------ | ------ | ------ | ------ | ------ | ------ | ---- | ---- |
| 2023 | Yamaha | AUS    | AUS    | AUS    | INA    | INA    | INA     | NED 18 | NED 16 | NED Ret | BAR 12 | BAR 14 | BAR 15 | MIS 18 | MIS 14 | MIS Ret | GBR Ret | GBR 12 | GBR 13 | ITA 15 | ITA 16 | ITA 6  | CZE     | CZE    | CZE    | FRA Ret | FRA 15 | FRA 17 | ARA 18 | ARA 18 | ARA 17 | POR 17 | POR 17 | POR 18 | SPA    | SPA    | SPA    | 19.º | 19   |
| 2024 | Yamaha | AUS 21 | AUS 21 | AUS 15 | BAR 18 | BAR 22 | BAR Ret | NED 15 | NED 20 | NED 17  | MIS 18 | MIS 20 | MIS 17 | GBR 16 | GBR 19 | GBR 18  | CZE 19  | CZE 16 | CZE 15 | POR 17 | POR 18 | POR 18 | FRA Ret | FRA 15 | FRA 17 | ITA 11  | ITA 15 | ITA 14 | ARA 15 | ARA 16 | ARA 16 | EST 16 | EST 18 | EST 14 | SPA 17 | SPA 16 | SPA 15 | 21.º | 14   |

- * Temporada en curso.